# Martininia
Martininia is een monotypisch geslacht van schimmels behorend tot de familie Sclerotiniaceae. Het bevat alleen Martininia panamaensis.